# Церковь Иисуса Христа Святых последних дней в Уганде
Церковь Иисуса Христа Святых последних дней в Уганде (англ. Church of Jesus Christ of Latter-day Saints in Uganda) — это религиозная организация в Африке. 

## История
Первым угандийцем, присоединившимся к церкви, был Чарльз Осинде (Charles Osinde), который крестился в Шотландии и вернулся в Уганду. Среди известных миссионеров церкви — Джаред Дэнджерфилд, который служил в Кампале. В 1991 году было создано отделение в Кампале, и к концу 1991 года в Уганде насчитывалось 99 членов. Угандийская миссия церкви в Кампале была создана в 2005 году как подразделение Кенийской миссии в Найроби. В 2012 году миссия снова разделилась, создав Руандийскую миссию Кигали. По состоянию на январь 2023 года миссия Уганда-Кампала остается единственной миссией Церкви в Уганде и охватывает также Южный Судан. Группы членов в суданских Джубе и Акобо действовали с 2009 года, но были прекращены во время гражданской войны в середине 2010-х годов. В 2022 году насчитывалось 20 693 члена в 38 общинах. 
В Уганде располагаются следующие общины: Район Бусия, Уганда/Кения (основана 13 января 2019 г.), Район Гулу, Уганда (основана 16 июня 2019 г.), Джинджа, Уганда (основана 5 декабря 1993 г.), Северная Кампала, Уганда (основана 17 января 2010 г.), Южная Кампала, Уганда (22 января 2017 г.), Округ Масака, Уганда (основана 6 января 2019 г.).

## Отражение в искусстве
Церковь была представлена в бродвейском мюзикле «Книга Мормона», премьера которого состоялась в 2011 году. История повествует о двух миссионерах в Уганде.

## Благотворительность
Церковь известная благотворительным участием в установке громоотводов на общественных зданиях.